# Flöthbach

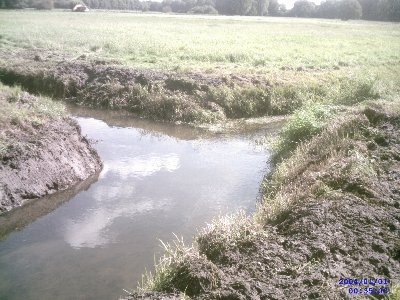
De Flöthbach bij de samenvloeiing met de Hofflöth

De Flöthbach of Williger Fleuth is een beek in het het gebied van Viersen in Noordrijn-Westfalen. De beek is 13,1 km lang en loopt van Willich naar Vorst, waar de beek samenvloeit met de beek Hofflöth, en na enige kilometers via enkele korte kanaaltjes uitkomt in de Niers. De bron ligt op circa 38 meter boven zeeniveau en verval over de gehele lengte is ongeveer 5 meter. 
De beek is over de gehele lengte niet breder dan enkele meters en is nergens bevaarbaar. De beek loopt voornamelijk door weilanden en is, zeker bij de bovenloop, omzoomd door knotwilgen.